# Ludwig Rochlitzer
Ludwig Rochlitzer (* 25. August 1880 in Voitsberg/Steiermark; † 12. März 1945 in Wien) war ein österreichischer Komponist und Advokat.

## Leben
Als Sohn des Generaldirektors der Graz-Köflacher Eisenbahn Joseph Rochlitzer und Laura Rochlitzer (geb. Failhauer) lebte er seine frühe Kindheit in Graz. 1890 lernte er den elterlichen Freund Johannes Brahms kennen. Während seiner Gymnasialzeit im Stift Seitenstetten (1890–1898) war er bereits Dirigent der Studenten-Musikkapelle und Organist. Ebendort besuchte Anton Bruckner den Fünfzehnjährigen, der ihm vorspielte. Brucker riet dem Schüler dazu, bei ihm in Wien Musik zu studieren und nicht, wie der Vater es wollte, die juridische Laufbahn einzuschlagen. Dennoch studierte Ludwig von 1898 bis 1902 an der Universität Graz Jus (1903 Dr. iur.), ließ sich aber – entgegen dem Willen des Vaters – zur selben Zeit an der Schule des Musikvereins für Steiermark bei Erich Wolf Degner in Harmonielehre und Kontrapunkt sowie bei Guido Peters im Klavierspiel ausbilden.
Von 1902 bis 1903 wurde er als Korrepetitor von Ernst von Schuch an die Hofoper Dresden berufen. 1903 übersiedelte er nach Wien, bildete sich von 1904 bis 1907 bei Karl Nawratil (1836–1914) im Kontrapunkt musikalisch weiter und absolvierte sein Rechtspraktikum am Wiener Landesgericht. Ab 1913 war Rochlitzer selbstständiger Advokat in Wien. 1914 bis 1918 rückte er als Kriegsfreiwilliger im Husarenregiment Nr. 13 ein und stand mit nur kurzer Unterbrechung bis zum Ende des Ersten Weltkrieges als Frontoffizier (Leutnant) im Felde. Ihm wurde das Karl-Truppen-Kreuz, signum laudis mit Schwert und Kriegsdekor verliehen.
Ludwig Rochlitzer war von 1929 bis 1943 (Scheidung) verheiratet. Aus dieser Ehe entstammt 1930 eine Tochter die später in die bekannte Wiener Industriellenfamilie Mautner Markhof eingeheiratet hat.
Auf dem Gebiet der Musik trat er als fruchtbarer Liedkomponist, besonders aber mit seinen in Prag, Wien und Graz uraufgeführten Opern (nach eigenen Libretto) und Operetten hervor, deren Kontrapunkt-Arbeit und reiche Melodik von der Kritik rühmend hervorgehoben wurden. Ludwig Rochlitzer war von 1926 bis 1937 auch Vorstand der Gesellschaft der Autoren, Komponisten und Musikverleger (AKM), zu deren Vorstandsmitgliedern unter anderem auch sein damaliger enger Freund und Weggefährte Joseph Marx zählte, sowie in der Leitung des Österreichischen Komponistenbundes, Kammerrat der österreichisch-orientalischen Handelskammer und Verwaltungsrat des „Bureau International des Musiciens a Vienne“.
Seine vielseitige Tätigkeit als Jurist und vor allem Rechtsvertreter der Gesellschaft der Autoren und Komponisten brachte ihn während der NS-Zeit wiederholte Male in schwere Bedrängnis, da er vielen seiner jüdischen Kollegen aus Musik und Literatur zur Flucht aus Österreich verhalf. So wurde er auch am 25. April 1941 über Ersuchen der Zollfahndungsstelle Wien in Schutzhaft genommen und am 5. Mai 1941 von der Gestapo Wien erkennungsdienstlich erfasst. Er wurde verdächtigt, „bei der Verschiebung von wertvollem Schmuck in das Ausland mitzuwirken und die eingeleitete Amtshandlung zu vereiteln“ (Quelle: Dokumentationsarchiv des österreichischen Widerstandes, Foto)
Am 13. März 1945 verstarb Ludwig Rochlitzer infolge des letzten Bombenangriffes der Alliierten auf Wien. Mit ihm – er wohnte damals in der Führichgasse 10/3 nahe der Albertina – wurde der Großteil seiner musikalischen Werke vernichtet.

## Werkverzeichnis

### Opern
- „Marietta“ op. unbekannt, Oper nach Felix’s Dahn’s „Ein Kampf um Rom“, Libretto L. Rochlitzer, Verlag: Jos. W. Stern & Co. -New York, verschollen [Klavierauszug u. Textbuch aufgefunden im Bestand der Kunstuniversität Graz, Nov. 2014]
- „Myrthia“ op.unbekannt, 1906, Oper in 2 Akten, Libretto L. Rochlitzer, nach Felix Dahn „Ein Kampf um Rom“, Uraufführung 1907 in Prag und Graz
- „Frater Carolus“ op. 1, 1910, Oper in 3 Akten, Libretto L. Rochlitzer, Uraufführung 1911 in Prag und Graz

### Operetten
- „Der erste Kuß“ op. 4, 1914, Operette, Text: Wilhelm Otto und Wilhelm Frieser, Uraufführung: Carltheater, Wien, 31. Jänner 1914[3]
- „Goldmädel“ op. 2, 1921, Operette, Text: Wilhelm Frieser, Auszüge wurden von der RAVAG am 11. Mai 1928 anlässlich des „Österreichischen Komponistenabends“ gesendet, verschollen
- „Liebesheirat“ op. 3, Operette in 3 Akten, Text: L. Rochlitzer, Noten verschollen, Verlag: Jos. W. Stern & Co. -New York, Text vorhanden

### Orchesterwerke, Tonaufnahmen
- „Der Alcazar“ Sinfonische Fantasie für Orchester, op. unbekannt, Orchesteraufnahme 9. Februar 1938 des Leipziger Sinfonie Orchester, Dirigent Curt Kretschmar, Produktion: Reichs-Rundfunk-Gesellschaft RRG, Reichssender Leipzig, Quelle: Bestandsarchiv Deutsches Rundfunk Archiv, Archivnummer: 4325893, Bestand: Tonträger DRA Frankfurt, Katalognummer: 6511. Der Titel „Der Alcazar“ feiert das historische Schloß mit Festung in Toledo, das 1936 gegen die Belagerungstruppen der Volksfront von schwachen Kräften Francos verteidigt und völlig zerstört wurde, doch einem Heldenmythos den Namen gab.

### Instrumentalwerke
- „Waldesmärchen“ op. 6; 1897, Tonbild für Piano
- „Träumerei“ op. 7; 1897, Tonbild für Piano;
- „Freudvoll und Leidvoll“ op. 10, 1898, Salon-Walzer
- „Frühlingshoffen“ op. 11, 1898, Musikalische Skizze
- „Wiegenlied“ op. 24, 1899, Lied für Piano, Text: Julius Wolff, Frau Ella Pennarini-Appelt gewidmet
- „Thesa-Walzer“ op. 33, 1899, Walzer für Piano, Fräulein Thesa von Hebra gewidmet
- „Faschingsmusik“ op. 5, Walzer für Piano, verschollen (ein Exemplar seit Mai 2015 im Bestand der Kunstuni. Graz)
- „Ver Sacrum“ op. 15, 1898, Walzer für Piano, Widmung zum Frühlingsball 1898 Uni-Graz (ein Exemplar, mit persönlicher Widmung, seit Mai 2015 im Bestand der Kunstuni. Graz)
- „Jy pense“ op. 30, 1899, Walzer für Piano
- „Studentenblut“ op. 10; 1897, Walzer für Pianoforte
- „Jeka-Walzer“ op. 42, verschollen
- „Das Automobil“ op. 47, Couplet, verschollen
- „Viola-Conzert“ op. 48, verschollen
- „Studentenball“ op 37, 1899, Polonaise, gewidmet dem dt. Universitätsball 1899–1900
- Ein Vorspiel zu Friedrich Schiller „die Räuber‘“ op. 32, Klavier 4händig
- „Jahreszeiten“ op. 54–57, Vier Characterstücke für Klavier, verschollen (Ein Exempl.- mit autogr. Widmung – aufgefunden im Bestand der Kunstuniversität Graz, Nov. 2014)
- „Zigeunermusik“ op. 59, verschollen
- „Schwarz-Gelb“ op. 8, 1898, Marsch pianoforte, gewidmet dem Offizierscorps des K&K Ulanenregiments
- „Stets grad aus“ op. unbekannt, Militärmarsch pianoforte, gewidmet Major Franz Grünebaum, verschollen
- „Belzazar“ op. 63, wurde von RAVAG ausgestrahlt, verschollen
- „Perce Neige“ dt. Schneeglöckchen, Tanzgedicht in zwei Bildern von Dr. O. Meissl, verschollen

### Vokalwerke
- „Sturmlied“ op. 12, 1898, Lied pianoforte, Text: Guy Bromeissl
- „Enttäuschung“ op. 13, 1898, Lied pianoforte, Text: Hugo Rochlitzer (Bruder von L. Rochlitzer)
- „Wie wundersam“ op. 16, 1898, Lied piano, Text: Karl Stieler (aus „Wanderzeit“)
- „Dein“ op. 17, 1898, Lied piano, Text: Karl Stieler (aus Wanderzeit)
- „Liebesgrüße“ op. 18, 1898, Lied piano, Text: Karl Stieler (aus Wanderzeit)
- „Am Bache“ op. 43, 1898, Lied pianoforte, Text: Karl Stieler (aus Wanderzeit)
- „Liebesahnung“ op. 19, 1898, Lied piano, Text: Karl Stieler (aus Wanderzeit)
- „Vom Scheiden“ op. 20, 1898, Lied piano, Text: Karl Stieler (aus Wanderzeit)
- „Hast Du schon vergessen? “ Op. 21, 1898, Lied piano, Text: Karl Stieler (aus Wanderzeit)
- „Geigenklänge“ op. 21,1898, Lied piano, Text: Karl Stieler (aus Wanderzeit)
- „Jahreszeiten“ op. 23, 1898, Lied piano, Text: Karl Stieler (aus Wanderzeit)
- „Vergangen“ op. 40, 1900, Lied piano, Text: Marie Eugenie delle Grazie, gewidmet Frau Adele Diermayer
- „Lehn Deine Wang ́an meine“ op. 41, 1900, Lied pianoforte, Text: Heinrich Heine, gewidmet Frau Ilka von Rohden
- „Post Ludium“ op. 53, 1901, Orgel
- „Erdenglück“ op. 61, 1901, Lied piano, Text: Marie Eugenie delle Grazie
- „Verweht“ op. 71,1, 1903, Lied piano, Text: Wilhelm Wolters
- „Abendstunde“ op. 71,2, 1903, Lied piano, Text: Karl Stieler
- „Abendgang“ op. 71,3, 1903, Lied piano, Text: Karl Stieler
- „Einst“ op. 71,4, 1903, Lied piano, Text: Karl Stieler
- „Sie haben mich vertröstet“ op. 71,5, 1903, Lied piano, Text: Karl Stieler
- „Wiegenlied“ op. 71,6, 1903, Lied piano, Text: Karl Stieler
- „Weihnacht“ op. 24, Lied piano, verschollen
- „Liebeszauber“ op. 38, Lied pianoforte, Text: Marie Eugenie delle Grazie
- „Mein Liebling Du!“ op. 46, Lied piano, Text: L. Rochlitzer, verschollen
- „Das Lied vom Lenze“ op. 70, Lied piano, Text: Adolf Graf zu Stolberg Wernigrode
- „Ein Spielmann“ op. 68,1, 1908, Lied piano, Text: Karl Stieler, gewidmet Frau Betty Fischer
- „Widmung“ op. 68,2, 1908, Lied piano, Text: Karl Stieler, verschollen
- „Wunsch“ op. 68,3, 1908, Lied piano, Text: Karl Stieler, verschollen
- „Botschaft“ op. 68,5, 1908, Lied piano, Text: Karl Stieler, verschollen
- „In Regenstunden“ op. 68,6, 1908, Lied piano, Text: Karl Stieler, verschollen
- „Ohne Trost“ op. 68,8, Lied pianoforte, Text: Karl Stieler, verschollen
- „Weine nicht“ op. unbekannt, 1913, Lied piano, Text: Hans Dietrolf (Rudolf Trebitsch), gewidmet Direktor Edgar Ernst Leon Calle
- „Du mein süßes Wienermädel“ op. unbekannt, 1921, Wienerlied piano, Text: L.Rochlitzer, gewidmet Frau Betty Fischer
- „Jungvolk voran“ op. unbekannt, 1937, Marschlied für Gesang mit Klavier, Text: Franz Allmeder, verschollen
- „Es spielt im Hof ein Musikant“ op. unbekannt, 1937, Wienerlied, Text: Franz Allmeder, verschollen
- „Abu Nuvas“ op. 49, verschollen
- „s´Fensterln“ op. 50, Lied für Männerchor, Text: Joseph Pischof
- „Am Rand der weiten Haide“ op. 51, Lied piano, verschollen
- „Das macht es hat die Nachtigall“ op. 52, Lied pianoforte, Text: Theodor Storm, gewidmet Frau Ilka von Rohden
- „Verklungen“ op. 55, Lied piano, verschollen
- „Aus der schönen Lieutnantszeit“ op. 60, verschollen
- „Das ist wohl eine alte Lehr“ op. 68,4, Lied piano, Text: Karl Stieler, verschollen
- „Ich soll dich grüßen vom See“ op 68,7, Lied piano, Text: Karl Stieler
- „Allein“ op. 26, Lied pianoforte, Text: Franz Evers, gewidmet Camilla von Ettner
- „Ich hab im Traum geweinet“ op. 64, Lied piano, Text: Heinrich Heine, verschollen
- „Frauengesang“ op. 67, Lied piano, Text: Karl Stieler, verschollen
- „Schlummerlied“ op. unbekannt, Lied piano und Violine, Text: L.Rochlitzer, gewidmet Frau Nena Antoinette Urban, verschollen
- „Was ist Liebesglück“ op. 66, Lied pianoforte, Text: Julius Wolff aus „Der fliegende Holländer“, verschollen
- „Frühlingsblüten“ op. 14, Liederzyklus piano, „Widmung“, „Schneeglöckchen“, „Veilchen“, „Schlüsselblume“, „Vergissmeinnicht“, „Windröschen und Seidelbast“, alle verschollen [ein Exemplar seit Mai 2015 im Bestand der Kunstuni. Graz]

- „In Regenstunden“ op. 68, 1908, Lied piano, Text: Karl Stieler, verschollen
- „Herzeleid“ op. 71 1903, Liederzyklus piano, Text: Wilhelm Wolters und Karl Stieler
- „Ich liebe Dich“ op. 29,1, 1899, Lied piano, Text: Friedrich Rückert
- „Schau mir ins Auge“ op. 31, 1899, Lied piano, Text: Ludwig Rochlitzer
- „O wehr ́es nicht “ op. 34, 1899, Lied pianoforte, Text: Karl Stieler
- „Es muss ein Wunderbares sein“ op. 35, 1899, Lied piano, Text: Oskar von Redtwitz, Gewidmet Frau Ilka von Rohden
- „Marienblume“ op. 36, 1899, Lied piano, Text: L.Rochlitzer
- „Dämmerstunde“ op. 39, 1899, Lied piano, Text: Karl Stieler
- „Ich liebe Dich“ op. 29,2 (Version von op. 29,1)1899, Text: Friedrich Rückert

## Belege